# محطة قطار يوكنعام-كفار يهوشوع
محطة قطار يوكنعام - كفار يهوشوع (بالعبرية: תחנת הרכבת יקנעם – כפר יהושע) هي محطة قطار للركاب تابعة لخطوط السكك الحديدية الإسرائيلية، تقع شمالي إسرائيل على سكة حديد المرج (بالعبرية: מסילת העמק "مِسِيلَاتْ هَعِيمِقْ"). تخدم المحطة سكان كل من كفار يهوشوع، ويوكنعام عيليت، وكريات طبعون، ورمات يشاي ومحيطها منذ عام 2016. بُنيت المحطة كجزء من سكة حديد المرج على أرضٍ زراعية كانت تتبع لموشاف كفار يهوشوع، وافتتحت في 16 أكتوبر 2016. تقع المحطة تحديدًا إلى الشرق من الطريق السريع 6 وجنوب الطريق 722.

## مبنى المحطة
بُنيت محطة قطار يوكنعام - كفار يهوشوع ضمن سكة حديد مرج ابن عامر الجديدة بالقرب من مفرق تشبي. تقدر تكلفة بناء المحطة بِـ 92 مليون شيكل، من تخطيط شركة الهندسة المعمارية كورييل عمار. استوحت شركة الهندسة المعمارية شكل المحطة من المحطات التاريخية في سكة حديد مرج ابن عامر العثمانية، وأيضًا من العديد من الهياكل الزراعية التي يمكن رؤيتها في المنطقة ذات التصميم المماثل، هيكل مستطيل بسقف من جانبين.
بالإضافة إلى المحطة يوجد أيضًا برج مائي، مستوحى من أبراج المياه التي استخدمت في الخط التاريخي. حيث اُستخدمت أبراج المياه الأصلية لإعادة تعبئة القاطرات البخارية، ولكن تمت إضافة البرج الحديث لضمان ثبات ضغط الماء في المحطة نفسها.
وافقت لجنة البنى التحتية الوطنية على مخطط المحطة في عام 2005، إلا أن التأسيس الفعلي كان في 2011. بعد تدشين الخط في 2016 مُنح سكان مرج ابن عامر ومدينة بيت شان السفر مجانًا بالقطارات لمدة ستة أشهر وتخفيض 50% من ثمن التذاكر لعامين آخرين. يوجد في المحطة رصيفين للوصول إليهما بحاجة لاستخدام ممر تحت الأرض.

## الموقع
تقع المحطة على بعد حوالي 3 كم شمال شرق يوكنعام، وحوالي 2.5 كم غرب كفار يهوشوع، وحوالي 2 كم شرق كريات خروشت.
لا تقع المحطة على مسافة قريبة من يوكنعام عيليت أو من أي بلدة أخرى، ويتعين على الركاب الوصول إلى المحطة باستخدام المواصلات العامة أو السيارات الخاصة وليس سيرًا على الأقدام.
لهذا السبب عدد الركاب ضئيل. حسب تقرير نشرته شركة قطار إسرائيل لسنة 2017، كان عدد الركاب في المحطة 383,789 مقابل 563,418 راكب في محطة بيت شان و850,517 راكب في محطة العفولة.

## المواصلات العامة
تشغل شركة سوبربوس ثمانية خطوط حافلات كالآتي:
- رقم 9: من نوفيت مرورًا من كريات طبعون إلى المحطة.
- رقم 13/13א: من كريات طبعون إلى المحطة.
- رقم 22: من رمات يشاي إلى كفار يهوشوع مرورًا من المحطة.
- رقم 117: من الأحياء السكنية في يوكنعام عيليت إلى المحطة.
- رقم 118: من المنطقة الصناعية في يوكنعام عيليت إلى المحطة.
- رقم 184: من جلعد مرورًا من داليا، وعين هشوفيت، ورمات هشوفيت إلى المحطة.
- رقم 185: من راموت منشِّه مرورًا من عين هعيمق وإلياكيم إلى المحطة.
- رقم 407: من يوكنعام عيليت إلى نوفيت مرورًا من محطة القطار، وكريات طبعون، وكلية أورانيم، وبسمة طبعون.

## خطوط القطارات
يغادرُ المحطة قطارين كل ساعة؛ واحدٌ إلى حيفا، وآخرٌ إلى العفولة وبيت شان. في ساعات الذروة الصباحية يغادر المحطة قطارين كل ساعة إلى حيفا. وفي ساعات الذروة المسائية يغادر المحطة قطارين كل ساعة إلى العفولة وبيت شان.